# Szósty stopień oddalenia
Szósty stopień oddalenia (ang. Six Degrees of Separation, 1993) – amerykański dramat obyczajowy w reżyserii Freda Schepisiego. Ekranizacja sztuki autorstwa Johna Guare'a.

## Obsada
- Stockard Channing − Louisa ('Ouisa') Kittredge
- Will Smith − Paul
- Donald Sutherland − John Flanders ('Flan') Kittredge
- Ian McKellen − Geoffrey Miller
- Mary Beth Hurt − Kitty
- Bruce Davison − Larkin
- Richard Masur − Doktor Fine
- Anthony Michael Hall − Trent Conway
- Heather Graham − Elizabeth
- Eric Thal − Rick
- Anthony Rapp − Ben
- Oz Perkins − Woodrow ('Woody') Kittredge
- Catherine Kellner − Talbot ('Tess') Kittredge
- J.J. Abrams − Doug